# دورا غابي
دورا غابي (بالبلغارية: Дора Габе)‏ هي مترجمة وكاتِبة وشاعرة بلغارية، ولدت في 16 أغسطس 1888 في Dabovik ‏ في بلغاريا، وتوفيت في 16 نوفمبر 1983 في صوفيا في بلغاريا.